# 502 (canción de Megadeth)
«502» es la quinta canción del álbum So Far, So Good... So What! del grupo de thrash metal Megadeth.

## Acerca de la pista
La canción trata sobre la conducción automovilística bajo los efectos del alcohol.
"502" era antiguamente el código policial que se usaba para referirse a alguien que conducía bajo la influencia del alcohol en California.
En la parte que se oye la radio, puede escucharse la canción Under My Wheels de Alice Cooper, a partir del minuto 1:43 al 1:54.

## Alineación
- Dave Mustaine - guitarra, voz
- Jeff Young - guitarra
- David Ellefson - bajo, coros
- Chuck Behler - batería